# Medaglia Eckersberg
La medaglia Eckersberg (in origine chiamata Akademiets Aarsmedaille o medaglia annuale dell'accademia) è un riconoscimento che viene conferito annualmente dall'Accademia delle belle arti di Copenaghen. È intitolata al pittore danese Christoffer Wilhelm Eckersberg e venne istituita nel 1883, centenario della sua nascita.

## Lista dei premiati
Fonte: Akademiraadet

### Anni 1940
| Anno | Nome                        | Categoria                | Note/Commenti |
| ---- | --------------------------- | ------------------------ | ------------- |
| 1940 | Henrik Starcke              | Scultore (1899 - 1973)   |               |
| 1940 | Astrid Noack                | Scultrice (1888 - 1954)  |               |
| 1940 | Flemming Larsen             | Architetto (1902 - 1984) |               |
| 1940 | Erik Møller                 | Architetto (1909 - 2002) |               |
| 1940 | Lauritz Hartz               | Pittore (1903 - 1987)    |               |
| 1940 | Søren Hjorth Nielsen        | Pittore (1901 - 1983)    |               |
| 1941 | Aage Petersen               | Scultore (1902 - 1982)   |               |
| 1941 | Gunnar Hansen               | Scultore (1901 - 1972)   |               |
| 1941 | Vilhelm Lauritzen           | Architetto (1894 - 1984) |               |
| 1941 | Frits Schlegel              | Architetto (1896 - 1965) |               |
| 1941 | Otto Nielsen                | Pittore (1916 - 2000)    |               |
| 1941 | Victor Haagen Müller        | Pittore (1894 - 1959)    |               |
| 1942 | Hugo Liisberg               | Scultore (1896 - 1958)   |               |
| 1942 | Anker Hoffmann              | Scultore (1904 - 1995)   |               |
| 1942 | Elof Risebye                | Pittore (1892 - 1961)    |               |
| 1942 | Niels Grønbech              | Pittore (1907 - 1991)    |               |
| 1943 | Aage Nielsen-Edwin          | Scultore (1898 - 1985)   |               |
| 1943 | Agnes Lunn                  | Scultore (1850 - 1941)   |               |
| 1943 | Kaj Louis Jensen            | Scultore (1906 - 1974)   |               |
| 1943 | Hans Christian Hansen       | Architetto (1901 - 1978) |               |
| 1943 | Viggo S. Jørgensen          | Architetto               |               |
| 1943 | Povl Schrøder               | Pittore (1894 - 1957)    |               |
| 1943 | Christine Swane             | Pittrice (1876 - 1970)   |               |
| 1944 | Knud Nellemose              | Scultore (1908 - 1997)   |               |
| 1944 | Gottfred Eickhoff           | Scultore (1902 - 1982)   |               |
| 1944 | Eske Kristensen             | Architetto (1905 - 2000) |               |
| 1944 | Axel Skjelborg              | Architetto (1895 - 1970) |               |
| 1944 | Carl Jensen                 | Pittore                  |               |
| 1945 | Inge Finsen                 | Scultore (1899 - 1977)   |               |
| 1945 | Tyge Holm                   | Architetto               |               |
| 1945 | C. F. Møller                | Architetto (1898 - 1988) |               |
| 1945 | C.Th. Sørensen              | Architetto (1893 - 1979) |               |
| 1945 | Arne Ludvigsen              | Architetto               |               |
| 1945 | Ole Søndergaard             | Pittore (1876 - 1958)    |               |
| 1945 | Erik Hoppe                  | Pittore (1896 - 1968)    |               |
| 1946 | Ulf Rasmussen               | Scultore                 |               |
| 1946 | Jørgen Gudmundsen-Holmgreen | Scultore                 |               |
| 1946 | Flemming Grut               | Architetto (1911 - 1987) |               |
| 1946 | Paul Sørensen               | Pittore                  |               |
| 1946 | Sophie Pedersen             | Pittrice (1885 - 1950)   |               |
| 1947 | Ejgill Vedel Schmidt        | Scultore (1912 - 2002)   |               |
| 1947 | Finn Juhl                   | Architetto (1912 - 1989) |               |
| 1947 | Júlíana Sveinsdóttir        | Pittrice (1889 - 1966)   |               |
| 1947 | Bizzie Høyer                | Pittrice (1888 - 1971)   |               |
| 1947 | Ville Jais Nielsen          | Pittrice (1886 - 1949)   |               |
| 1948 | Tove Olafsson               | Scultore                 |               |
| 1948 | Stephensen                  | Architetto               |               |
| 1948 | Knud Hansen                 | Pittore                  |               |
| 1948 | Mogens Andersen             | Pittore (1916 - 2003)    |               |
| 1948 | Svend Johansen              | Pittore                  |               |
| 1948 | Lauritz Hartz               | Pittore (1903 - 1987)    |               |
| 1949 | August Keil                 | Scultore                 |               |
| 1949 | Agnete Jørgensen            | Scultrice (1918 - 2011)  |               |
| 1949 | Hans Georg Skovgaard        | Architetto (1898 - 1969) |               |
| 1949 | Edvard Kindt-Larsen         | Architetto (1901 - 1982) |               |
| 1949 | Egon Mathiesen              | Pittore (1907 - 1976)    |               |

### Anni 1950
| Anno | Nome                    | Categoria  | Note/Commenti |
| ---- | ----------------------- | ---------- | ------------- |
| 1950 | Carl-Henning Pedersen   | Pittore    |               |
| 1950 | Richard Mortensen       | Pittore    |               |
| 1950 | Børge Mogensen          | Architetto |               |
| 1951 | Holger J. Jensen        | Pittore    |               |
| 1951 | Hans Bendix             | Pittore    |               |
| 1951 | Hans Hansen             | Architetto |               |
| 1951 | Helge Refn              | Architetto |               |
| 1951 | Henning Seidelin        | Scultore   |               |
| 1951 | Grethe Bagge            | Scultore   |               |
| 1952 | Helge Nielsen           | Pittore    |               |
| 1952 | Dan Sterup-Hansen       | Pittore    |               |
| 1952 | P.E. Hoff               | Architetto |               |
| 1952 | B. Windinge             | Architetto |               |
| 1953 | Kaj Mottlau             | Pittore    |               |
| 1953 | Petri Gissel            | Pittore    |               |
| 1953 | Halldor Gunnløgsson     | Architetto |               |
| 1953 | Ole Hagen               | Architetto |               |
| 1953 | William Gersel          | Scultore   |               |
| 1953 | Jørgen Thoms            | Scultore   |               |
| 1954 | Mogens Zieler           | Pittore    |               |
| 1954 | Kaj Ejstrup             | Pittore    |               |
| 1954 | Viggo Møller-Jensen     | Architetto |               |
| 1954 | Hjalte Skovgaard        | Scultore   |               |
| 1955 | S. Danneskjold-Samsøe   | Pittore    |               |
| 1955 | Christian Daugaard      | Pittore    |               |
| 1955 | Eva & Nils Koppel       | Architetti |               |
| 1956 | Carl Østerbye           | Pittore    |               |
| 1956 | Erik Herløw             | Architetto |               |
| 1956 | Hans J. Wegner          | Architetto |               |
| 1957 | Albert Gammelgaard      | Pittore    |               |
| 1957 | Karl Bovin              | Pittore    |               |
| 1957 | Jørn Utzon              | Architetto |               |
| 1957 | Erik Christian Sørensen | Architetto |               |
| 1957 | Helge Holmskov          | Scultore   |               |
| 1958 | Harald Leth             | Pittore    |               |
| 1958 | Holger Jensen           | Architetto |               |
| 1958 | Vilhelm Wohlert         | Architetto |               |
| 1959 | Egill Jacobsen          | Pittore    |               |
| 1959 | Ole Kielberg            | Pittore    |               |
| 1959 | Jørn Nielsen            | Architetto |               |
| 1959 | Jørgen Bo               | Architetto |               |

### Anni 1960
| Anno | Nome                    | Categoria  | Note/Commenti |
| ---- | ----------------------- | ---------- | ------------- |
| 1960 | Ejler Bille             | Pittore    |               |
| 1960 | Sven Havsteen-Mikkelsen | Pittore    |               |
| 1960 | Poul Kjærgaard          | Architetto |               |
| 1960 | Poul Kjærholm           | Architetto |               |
| 1960 | Henry Luckow-Nielsen    | Scultore   |               |
| 1961 | Flemming Bergsøe        | Pittore    |               |
| 1961 | Jørgen Andersen Nærum   | Pittore    |               |
| 1961 | Willy Hansen            | Architetto |               |
| 1961 | Karen & Ebbe Clemmensen | Architetti |               |
| 1962 | Preben Hornung          | Pittore    |               |
| 1962 | Svend Engelund          | Pittore    |               |
| 1962 | Bertel Udsen            | Architetto |               |
| 1963 | Anna Klindt Sørensen    | Pittrice   |               |
| 1963 | Jeppe Vontillius        | Pittore    |               |
| 1963 | Henning Jensen          | Architetto |               |
| 1963 | Torben Valeur           | Architetto |               |
| 1963 | Gertrud Vasegaard       | Pittrice   |               |
| 1963 | Agnete Madsen           | Scultrice  |               |
| 1964 | Albert Mertz            | Pittore    |               |
| 1964 | Sig. Vasegaard          | Pittore    |               |
| 1964 | Lis Ahlmann             | Architetto |               |
| 1965 | Frede Christoffersen    | Pittore    |               |
| 1965 | Reidar Magnus           | Pittore    |               |
| 1965 | Henning Larsen          | Architetto |               |
| 1965 | Erik Thommesen          | Scultore   |               |
| 1966 | Søren Georg Jensen      | Pittore    |               |
| 1966 | Arne Gravers            | Architetto |               |
| 1966 | Johan Richter           | Architetto |               |
| 1966 | Poul Bjørklund          | Pittore    |               |
| 1967 | Poul Ekelund            | Pittore    |               |
| 1967 | Erling Frederiksen      | Pittore    |               |
| 1967 | Agnete Varming          | Pittrice   |               |
| 1967 | Knud Friis              | Architetto |               |
| 1967 | Elmar Moltke Nielsen    | Architetto |               |
| 1967 | Gunnar Westman          | Scultore   |               |
| 1968 | Ib Braase               | Scultore   |               |
| 1968 | Agnete Bjerre           | Pittrice   |               |
| 1968 | Rigmor Andersen         | Architetto |               |
| 1968 | Annelise Bjørner        | Architetto |               |
| 1969 | Kjeld Hansen            | Pittore    |               |
| 1969 | Ole Nørgård             | Architetto |               |
| 1969 | Jørgen Haugen Sørensen  | Pittore    |               |
| 1969 | Willy Ørskov            | Scultore   |               |

### Anni 1970
| Anno | Nome                         | Categoria  | Note |
| ---- | ---------------------------- | ---------- | ---- |
| 1970 | Paul Gadegaard               | Pittore    |      |
| 1970 | Erling Jørgensen             | Pittore    |      |
| 1970 | Knud Holscher                | Architetto |      |
| 1970 | Christian Poulsen            | Ceramista  |      |
| 1971 | Kasper Heiberg               | Pittore    |      |
| 1971 | Richard Winther              | Pittore    |      |
| 1971 | Tyge Arnfred                 | Architetto |      |
| 1972 | Johannes Carstensen          | Pittore    |      |
| 1972 | Knud Hvidberg                | Pittore    |      |
| 1972 | Vibeke Klint                 | Architetto |      |
| 1972 | Anna Thommesen               | Tessitrice |      |
| 1972 | Sigrid Lütken                | Scultrice  |      |
| 1972 | Jens-Flemming Sørensen       | Scultore   |      |
| 1973 | Helge Bertram                | Pittore    |      |
| 1973 | Gehrdt Bornebusch            | Architetto |      |
| 1973 | Max Brüel                    | Architetto |      |
| 1973 | Sven Hansen                  | Architetto |      |
| 1973 | Jørgen Selchau               | Architetto |      |
| 1973 | Erik Lynge                   | Scultore   |      |
| 1974 | Henrik Buch                  | Pittore    |      |
| 1974 | Rasmus Nellemann             | Pittore    |      |
| 1974 | Gert Nielsen                 | Scultore   |      |
| 1975 | Arne Haugen Sørensen         | Pittore    |      |
| 1975 | Philip Arctander             | Architetto |      |
| 1975 | Hans Henrik Engquist         | Architetto |      |
| 1975 | Egon Fischer                 | Scultore   |      |
| 1976 | Alfred Madsen                | Pittore    |      |
| 1976 | Niels Macholm                | Pittore    |      |
| 1976 | Eivind Lorenzen              | Architetto |      |
| 1977 | Gunnar Aagaard Andersen      | Pittore    |      |
| 1977 | Erik Hansen                  | Architetto |      |
| 1978 | Ib Geertsen                  | Pittore    |      |
| 1978 | Poul Gernes                  | Pittore    |      |
| 1978 | Jørn Larsen                  | Pittore    |      |
| 1978 | Tage Stentoft                | Pittore    |      |
| 1978 | Knud Peter Harboe            | Architetto |      |
| 1978 | Hans Dissing e Otto Weitling | Architetti |      |
| 1979 | Henning Damgård-Sørensen     | Pittore    |      |
| 1979 | Else Fischer-Hansen          | Pittrice   |      |
| 1979 | Arne Ungermann               | Pittore    |      |
| 1979 | Eva Sørensen                 | Scultrice  |      |

### Anni 1980
| Anno | Nome                      | Categoria              | Note |
| ---- | ------------------------- | ---------------------- | ---- |
| 1980 | Emil Gregersen            | Pittore                |      |
| 1980 | Erik Korshagen            | Architetto             |      |
| 1980 | Niels Guttormsen          | Scultore               |      |
| 1980 | Børge Jørgensen           | Scultore               |      |
| 1980 | Bjørn Nørgaard            | Visual artist          |      |
| 1981 | Vera Myhre                | Pittrice               |      |
| 1981 | Karin Nathorst Westfelt   | Pittrice               |      |
| 1981 | Knud Munk                 | Architetto             |      |
| 1982 | Sven Hauptmann            | Pittore                |      |
| 1982 | Anders Kirkegaard         | Pittore                |      |
| 1982 | Franka Rasmussen          | Pittrice               |      |
| 1982 | Anna Maria Lütken         | Pittrice               |      |
| 1982 | Knud Preisler             | Architetto             |      |
| 1982 | Tegnestuen Vandkunsten    | Architetti             |      |
| 1982 | Claus Bonderup            | Architetto             |      |
| 1983 | Knud Hansen               | Pittore                |      |
| 1983 | Søren Kjærsgaard          | Pittore                |      |
| 1983 | Mogens Lohmann            | Pittore                |      |
| 1983 | Ole Sporring              | Visual artist          |      |
| 1983 | Inger & Johannes Exner    | Architetti             |      |
| 1983 | Jørgen Vesterholt         | Architetto             |      |
| 1983 | Alev Siesbye              | Scultore               |      |
| 1984 | Mogens Jørgensen          | Pittore                |      |
| 1984 | Tonning Rasmussen         | Pittore                |      |
| 1984 | Hans Christian Rylander   | Pittore                |      |
| 1984 | Kurt Trampedach           | Pittore                |      |
| 1984 | Finn Monies               | Architetto             |      |
| 1984 | Ole Christensen           | Scultore               |      |
| 1985 | Seppo Mattinen            | Pittore                |      |
| 1985 | Elsa Nielsen              | Pittrice               |      |
| 1985 | John Olsen                | Pittore                |      |
| 1985 | Agnete Therkildsen        | Pittrice               |      |
| 1985 | Hanne Kjærholm            | Architetto             |      |
| 1985 | I.P. Junggreen Have       | Architetto paesaggista |      |
| 1986 | Jørgen Rømer              | Pittore                |      |
| 1986 | Arne Johannessen          | Pittore                |      |
| 1986 | Kirsten Lockenwitz        |                        |      |
| 1986 | Ingálvur av Reyni         | Pittore                |      |
| 1986 | Carsten Juel-Christiansen | Architetto             |      |
| 1986 | Hein Heinsen              |                        |      |
| 1987 | Nanna Hertoft             |                        |      |
| 1987 | Frank Rubin               | Pittore                |      |
| 1987 | Sven-Ingvar Andersson     | Architetto             |      |
| 1987 | Ulrik Plesner             | Architetto             |      |
| 1988 | Leif Lage                 | Pittore                |      |
| 1988 | Finn Mickelborg           | Pittore                |      |
| 1988 | Erik Krogh                | Architetto             |      |
| 1988 | Hans Munk Hansen          | Architetto             |      |
| 1988 | Hanne Varming             |                        |      |
| 1988 | Mogens Møller             | Scultore               |      |
| 1989 | Freddie A. Lerche         |                        |      |
| 1989 | Gudrun Poulsen            | Pittrice               |      |
| 1989 | Ole Heerup                |                        |      |
| 1989 | Eiler Kragh               | Pittore                |      |
| 1989 | Carsten Hoff              | Architetto             |      |
| 1989 | Susanne Ussing            | Architetto             |      |
| 1989 | Peter Bonnén              | Scultore               |      |

### Anni 1990
| Anno | Nome                           | Categoria                   | Note  |
| ---- | ------------------------------ | --------------------------- | ----- |
| 1990 | Jørgen Boberg                  | Pittore (1940 - 2009)       |       |
| 1990 | Helle Thorborg                 | Pittrice (1927 - )          |       |
| 1990 | Tage Lyneborg                  | Architetto (1946 - 2020)    |       |
| 1990 | Thomas Bang                    | Scultore (1938 - )          |       |
| 1991 | Jens Birkemose                 | Pittore (1943 - 2022)       |       |
| 1991 | Stig Brøgger                   | Pittore (1941 - 2021)       |       |
| 1991 | Claus Bjarrum                  | Architetto (1947 - )        |       |
| 1991 | Jørgen Hauxner                 | Architetto (1941 - 2016)    |       |
| 1991 | Torben Ebbesen                 | Scultore (1945 - )          |       |
| 1992 | Kai Lindemann                  | Pittore (1931 - 2007)       |       |
| 1992 | Ib e Jørgen Rasmussen          | Architetti (1931 - Ib 2017) |       |
| 1992 | Per Neble                      | Scultore                    |       |
| 1993 | Ingvar Cronhammar              | Scultore                    |       |
| 1993 | Svend Kirk Axelsson            | Architetto (1937 - )        |       |
| 1994 | Peter Brandes                  | Pittore                     |       |
| 1994 | Otto Lawaetz                   | Pittore                     |       |
| 1994 | Inge Lise Westman              | Pittrice                    |       |
| 1994 | Boje Lundgaard e Lene Tranberg | Architetti                  |       |
| 1994 | Kirsten Dehlholm               |                             |       |
| 1995 | Merete Barker                  | Pittore                     |       |
| 1995 | Troels Wörsel                  |                             |       |
| 1995 | Jørgen Roos (film)             |                             |       |
| 1995 | Mogens Boertmann               | Architetto                  |       |
| 1995 | Nils Fagerholt                 | Architetto                  |       |
| 1995 | Johan Fogh e Per Følner        | Architetti                  |       |
| 1995 | Kirsten Ortwed                 | Scultore                    |       |
| 1996 | Erik A. Frandsen               |                             |       |
| 1996 | Sys Hindsbo                    |                             |       |
| 1996 | Bent Karl Jacobsen             | Pittore                     |       |
| 1996 | Aksel Jensen                   | Pittore                     |       |
| 1996 | Kehnet Nielsen                 |                             |       |
| 1996 | Lene Adler Petersen            | Pittore                     |       |
| 1996 | Mads Møller                    | Architetto                  |       |
| 1996 | Jan Søndergaard                | Architetto                  |       |
| 1996 | Kirsten Justesen               | Scultore                    |       |
| 1996 | Thorbjørn Lausten              | Scultore                    |       |
| 1997 | Erik Hagens                    |                             |       |
| 1997 | Karin Birgitte Lund            |                             |       |
| 1997 | Jens Fredslund                 | Architetto                  |       |
| 1997 | Poul Ingemann                  | Architetto                  |       |
| 1997 | Eric Andersen                  |                             |       |
| 1997 | Margrete Sørensen              | Scultore                    |       |
| 1998 | Henrik Have                    | Pittore                     |       |
| 1998 | Frithioff Johansen             |                             |       |
| 1998 | Jytte Rex                      |                             |       |
| 1998 | Theo Bjerg                     | Architetto                  |       |
| 1998 | Niels Vium                     | Architetto                  |       |
| 1998 | Christian Lemmerz              |                             |       |
| 1999 | Jesper Christiansen            | Pittore e grafico (1955 - ) | [ 2 ] |
| 1999 | Peter Lautrop                  | Pittore (1944 - )           | [ 3 ] |
| 1999 | Mogens Breyen                  | Architetto (1932 - 2003)    | [ 4 ] |
| 1999 | 3xNielsen                      | Architetti                  | [ 5 ] |
| 1999 | Schmidt Hammer Lassen          | Architetti                  | [ 6 ] |
| 1999 | Ane Mette Ruge                 | Scultrice                   | [ 7 ] |
| 1999 | Elisabeth Toubro               | Scultrice (1956 - )         | [ 8 ] |

### Anni 2000
| Anno | Nome                      | Categoria              | Note   |
| ---- | ------------------------- | ---------------------- | ------ |
| 2000 | Per Arnoldi               | Pittore                | [ 9 ]  |
| 2000 | Nina Sten-Knudsen         | Pittrice               | [ 10 ] |
| 2000 | Mogens Otto Nielsen       | Pittore                | [ 11 ] |
| 2000 | Georg K. S. Rotne         | Architetto             | [ 12 ] |
| 2000 | Morten Stræde             | Scultore               | [ 13 ] |
| 2001 | Jes Fomsgaard             | Pittore                |        |
| 2001 | Michael Kvium             | Pittore                |        |
| 2001 | Ole Helweg                | Architetto             |        |
| 2001 | Knud Fladeland Nielsen    | Architetto             |        |
| 2001 | Kim Utzon                 | Architetto             |        |
| 2001 | Lone Høyer Hansen         | Scultore               |        |
| 2001 | Anita Jørgensen           | Scultore               |        |
| 2002 | Viera Collaro             | Pittore                |        |
| 2002 | Nils Erik Gjerdevik       | Pittore                |        |
| 2002 | Stig Lennart Andersson    | Architetto paesaggista |        |
| 2002 | Søren Robert Lund         | Architetto             |        |
| 2002 | Øivind Nygård             | Scultore               |        |
| 2002 | Finn Reinbothe            | Scultore               |        |
| 2003 | Peter Bonde               | Artist                 |        |
| 2003 | Mogens Gissel             | Pittore                |        |
| 2003 | Nille Juul-Sørensen       | Architetto             |        |
| 2003 | Torben Schønherr          | Architetto paesaggista |        |
| 2003 | Eva Koch                  | Scultore               |        |
| 2004 | Jeppe Aagaard Andersen    | Architetto paesaggista |        |
| 2004 | Dorte Mandrup             | Architetto             |        |
| 2004 | Martin Erik Andersen      | Scultore               |        |
| 2004 | Olafur Eliasson           | Scultore               |        |
| 2004 | Søren Jensen              | Scultore               |        |
| 2004 | Claus Carstensen          | Pittore                |        |
| 2004 | Leif Kath                 | Pittore                |        |
| 2005 | Bjarke Ingels             | Architetto             |        |
| 2005 | Julien De Smedt           | Architetto             |        |
| 2005 | Steen Høyer               | Architetto             |        |
| 2005 | Jørgen Michaelsen         | Scultore               |        |
| 2005 | Henning Christiansen      | Scultore               |        |
| 2005 | Ellen Hyllemose           | Scultore               |        |
| 2005 | Tal R                     | Pittore                |        |
| 2005 | Per Bak Jensen            | Pittore                |        |
| 2005 | Vibeke Mencke Nielsen     | Pittore                |        |
| 2006 | Jytte Høy                 | Scultore               |        |
| 2006 | Erland Knudssøn Madsen    | Scultore               |        |
| 2006 | Jørgen Carlo Larsen       | Scultore               |        |
| 2006 | Peter Holst Henckel       | Pittore                |        |
| 2006 | Malene Landgreen          | Pittore                |        |
| 2006 | Signe and Christian Cold  | Architetti             |        |
| 2007 | Troels Troelsen           | Architetto             |        |
| 2007 | Jens Haaning              | Scultore               |        |
| 2007 | Kerstin Bergendal         | Scultore               |        |
| 2007 | Cai-Ulrich von Platen     | Pittore                |        |
| 2007 | Poul Pedersen             | Pittore                |        |
| 2007 | Per Marquard Otzen        | Pittore                |        |
| 2008 | Karen Exner               | Architetto             |        |
| 2008 | Mads Bjørn Hansen         | Architetto             |        |
| 2008 | Mette Tony                | Architetto             |        |
| 2008 | Henrik B. Andersen        | Scultore               |        |
| 2008 | Sophia Kalkau             | Scultore               |        |
| 2008 | Lilibeth Cuenca Rasmussen | Scultore               |        |
| 2008 | Kasper Bonnén             | Pittore                |        |
| 2009 | Kim Holst Jensen          | Architetto             |        |
| 2009 | Jesper Rasmussen          | Scultore               |        |
| 2009 | Ole Broager               | Scultore               |        |
| 2009 | Inge Ellegaard            | Pittore                |        |
| 2009 | Leonard Forslund          | Pittore                |        |

### Anni 2010
| Anno | Nome                                                            | Categoria              | Note   |
| ---- | --------------------------------------------------------------- | ---------------------- | ------ |
| 2010 | Anna Maria Indrio                                               | Architetto             | [ 14 ] |
| 2010 | Thomas Carstens                                                 | Architetto             | [ 15 ] |
| 2010 | Nils Holscher, Mikkel Nordberg, Claus Sivager                   | Architetti             | [ 16 ] |
| 2010 | Peter Callesen                                                  | Visual artist          | [ 17 ] |
| 2010 | Kirsten Dufour and Finn Thybo Andersen                          | Visual artist          | [ 18 ] |
| 2011 | Louis Becker                                                    | Architetto             | [ 19 ] |
| 2011 | Poul Ove Jensen                                                 | Architetto             | [ 20 ] |
| 2011 | Erik Varming                                                    | Scultore               | [ 21 ] |
| 2011 | Ursula Reuter Christiansen                                      | Pittore                | [ 22 ] |
| 2012 | Michael Elmgreen and Ingar Dragset                              | Visual artists         | [ 23 ] |
| 2012 | Marianne Levinsen                                               | Architetto paesaggista | [ 23 ] |
| 2012 | Marianne Hesselbjerg                                            | Visual artist          | [ 24 ] |
| 2012 | John Kørner                                                     | Pittore                | [ 25 ] |
| 2013 | Kristine Jensen                                                 | Architetto paesaggista | [ 26 ] |
| 2013 | Frans Jacobi                                                    | Visual artist          | [ 27 ] |
| 2013 | Bodil Nielsen                                                   | Visual artist          | [ 28 ] |
| 2013 | Søren Martinsen                                                 | Visual artist          | [ 29 ] |
| 2014 | Frank Maali and Gemma Lalanda                                   | Architetti             | [ 30 ] |
| 2014 | Pernille Schyum Poulsen and Jan Albrechtsen                     | Architetti             | [ 31 ] |
| 2014 | Jesper Just                                                     | Visual artist          | [ 32 ] |
| 2014 | Finn Naur Petersen                                              | Scultore               | [ 33 ] |
| 2014 | Kirstine Roepstorff                                             | Visual artist          | [ 34 ] |
| 2015 | Carsten E. Holgaard                                             | Architetto             | [ 35 ] |
| 2015 | Christina Sofia Capetillo                                       | Architetto             | [ 36 ] |
| 2015 | Henrik Plenge Jakovsen                                          | Visual artist          | [ 37 ] |
| 2015 | Ann Kristin Lislegaard                                          | Visual artist          | [ 38 ] |
| 2015 | Mette Winckelmann                                               | Visual artist          | [ 39 ] |
| 2015 | Lars Juel This, Ib Valdemar Nielsen, Bo Lautrup, Peter Dalgaard | Architetti             | [ 40 ] |
| 2016 | Dan Stubbergaard                                                | Architetto             | [ 41 ] |
| 2016 | Peter Land                                                      | Visual artist          | [ 42 ] |
| 2016 | Joachim Koester                                                 | Visual artist          | [ 43 ] |
| 2017 | Terese Erngaard                                                 | Architetto             |        |
| 2017 | Sergej Jensen                                                   | Visual artist          |        |
| 2017 | Hanne Nielsen, Birgit Johnsen                                   | Visual artists         |        |
| 2017 | Annette Harboe Flensburg                                        | Visual artist          |        |